# Câu lạc bộ những vịnh đẹp nhất thế giới

logo của Câu lạc bộ

Câu lạc bộ những Vịnh đẹp nhất thế giới (Club of the Most Beautiful Bays of the World - world-bays) là một hiệp hội tư nhân quốc tế (và thương hiệu), được thành lập tại Berlin vào ngày 10 tháng 3 năm 1997, bao gồm thành viên là những vịnh được Câu lạc bộ chọn là đẹp nhất thế giới. Đây là một hiệp hội nhỏ với tầm hoạt động không lớn.
Chủ tịch hiện nay là Jérôme Bignon, đại biểu quốc hội Pháp và là chuyên gia về các bờ biển .
Về phần Việt Nam, ông Nguyễn Đình Thận - Giám đốc Sở du lịch tỉnh Quảng Ninh (và Trưởng ban quản lý Vịnh Hạ Long) là người đầu tiên của Việt Nam được bầu làm Phó chủ tịch khu vực châu Á của Câu lạc bộ từ năm 1997 khi Câu lạc bộ thành lập . Sau này được thay thế bởi ông Ngô Văn Hùng, Trưởng ban quản lý Vịnh Hạ Long.
Các vịnh thành viên phải đáp ứng một số tiêu chí như: 
- Có một môi trường sinh thái với động vật và thực vật thú vị;
- Có vẻ đẹp tự nhiên và hấp dẫn;
- Được biết và đánh giá tại cấp quốc gia;
- Biểu tượng cho cư dân địa phương;
- Có nguồn kinh tế tiềm năng.
- Ít nhất là đáp ứng được 2 tiêu chí của Tổ chức Giáo dục, Khoa học và Văn hóa Liên Hợp Quốc (UNESCO) trong lãnh vực văn hóa và thiên nhiên.

## Danh sách các vịnh thành viên

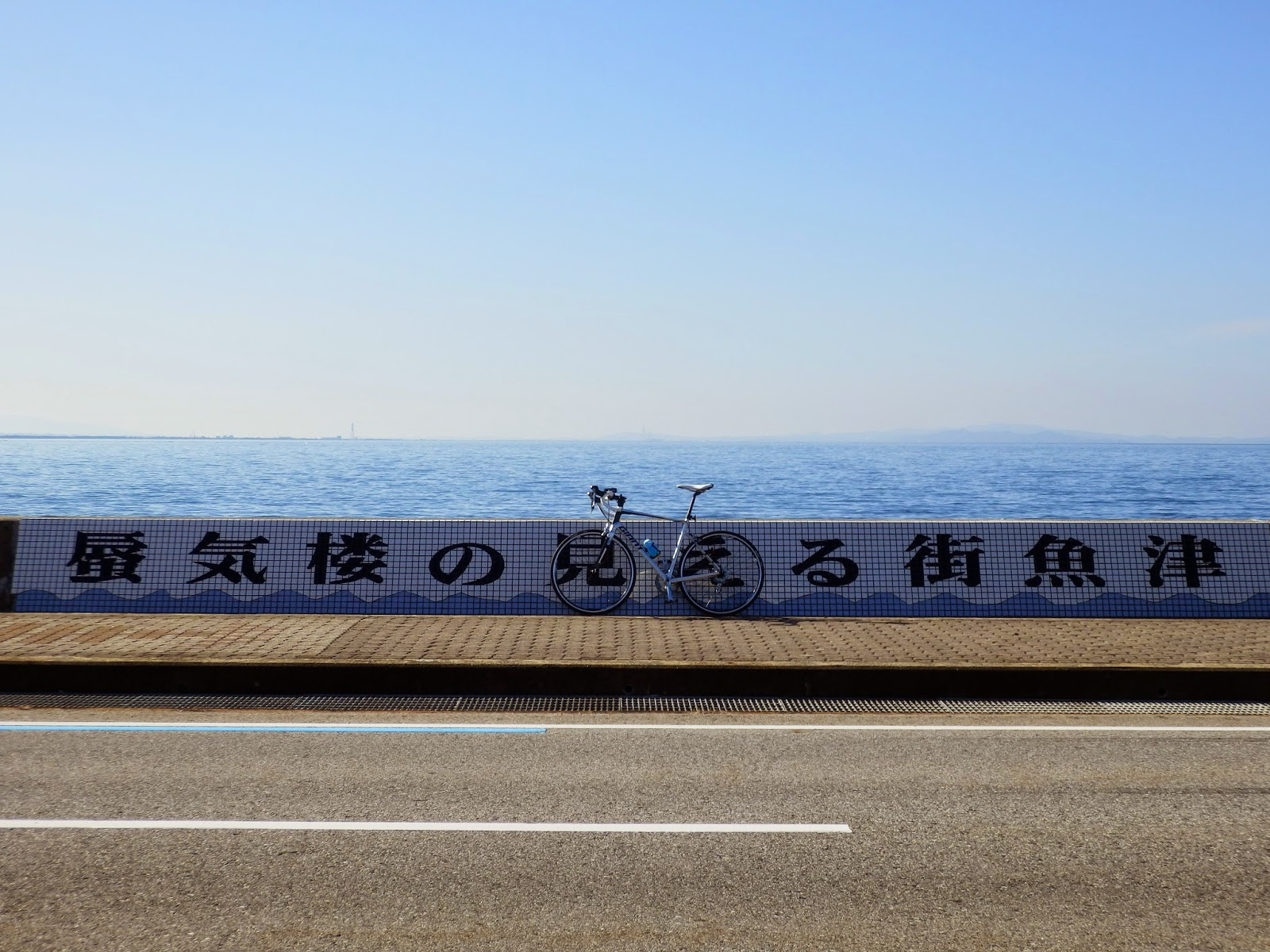
Toyama Bay in Uozu Toyama Japan

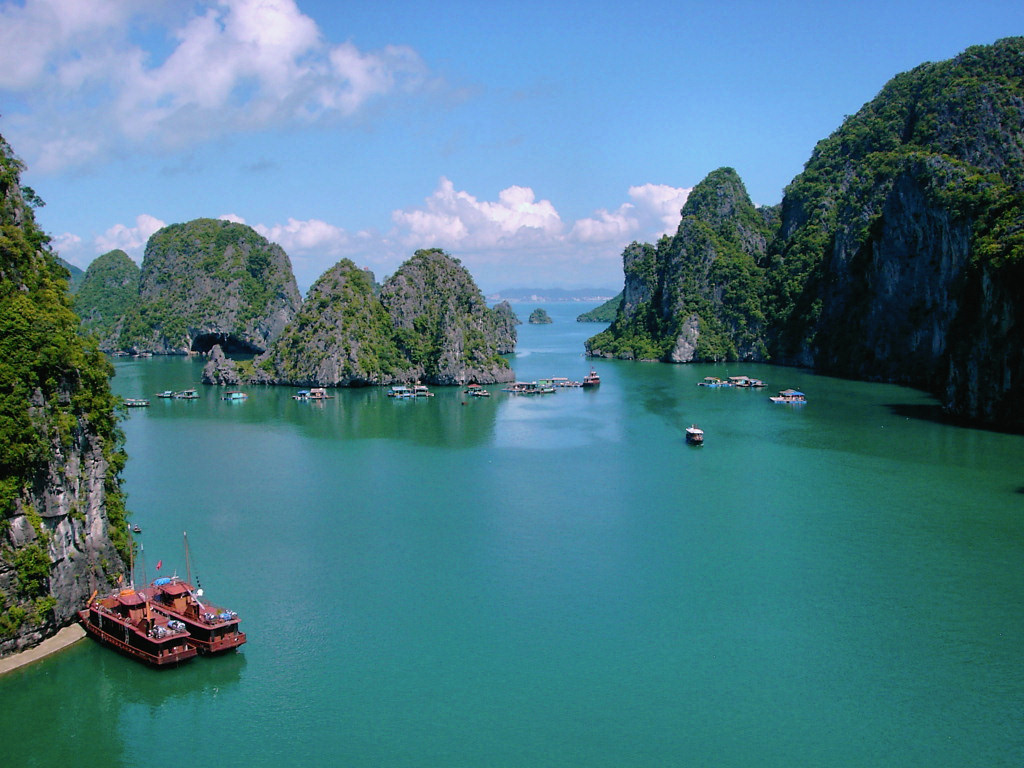
Vịnh Hạ Long

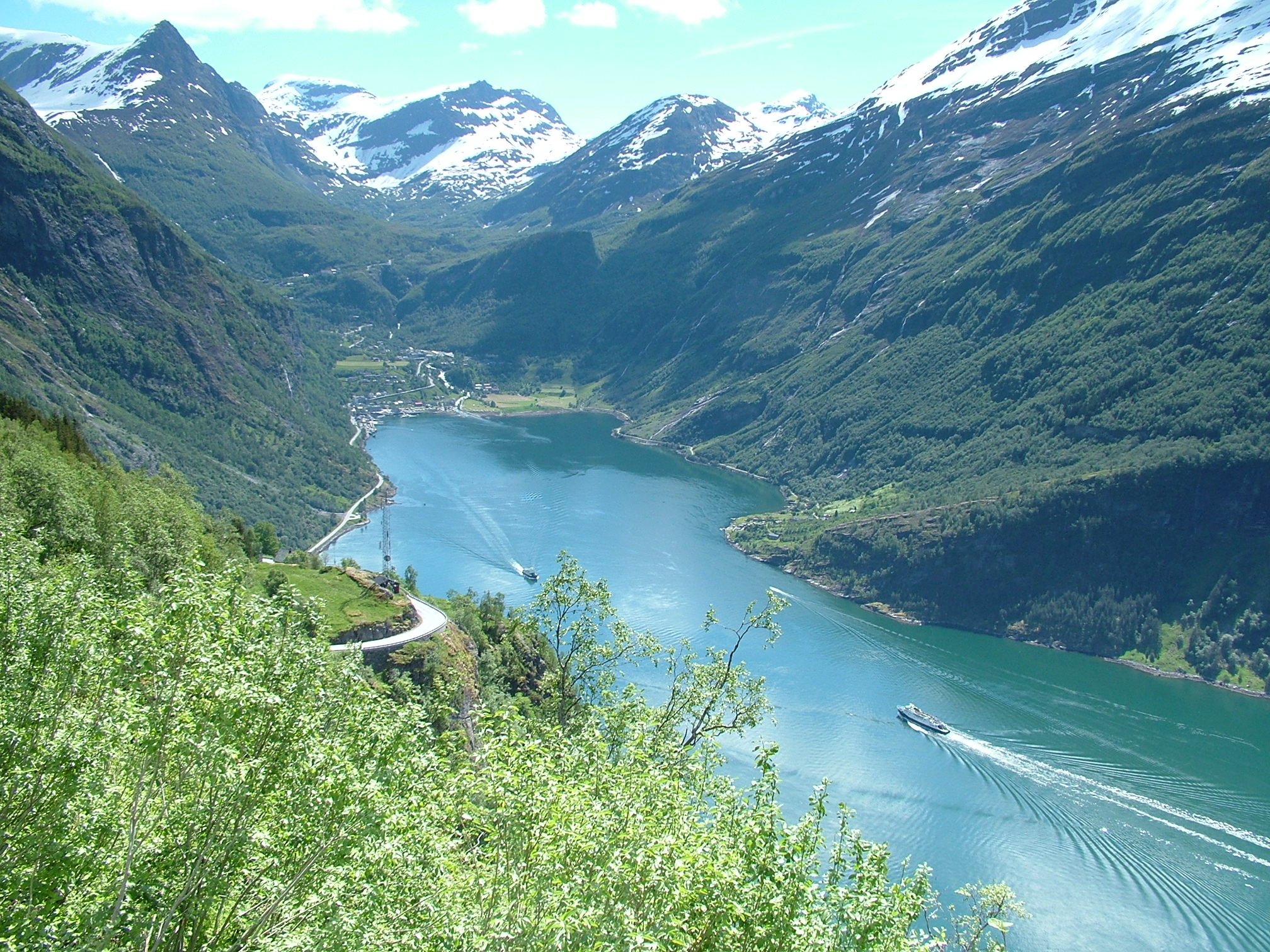
Vịnh Geirangerfjord

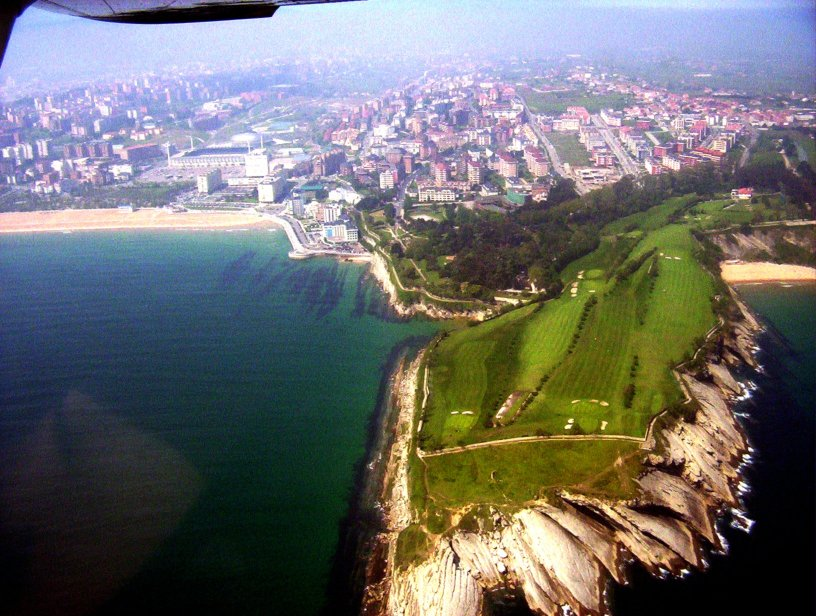
Vịnh Santander, Cantabria

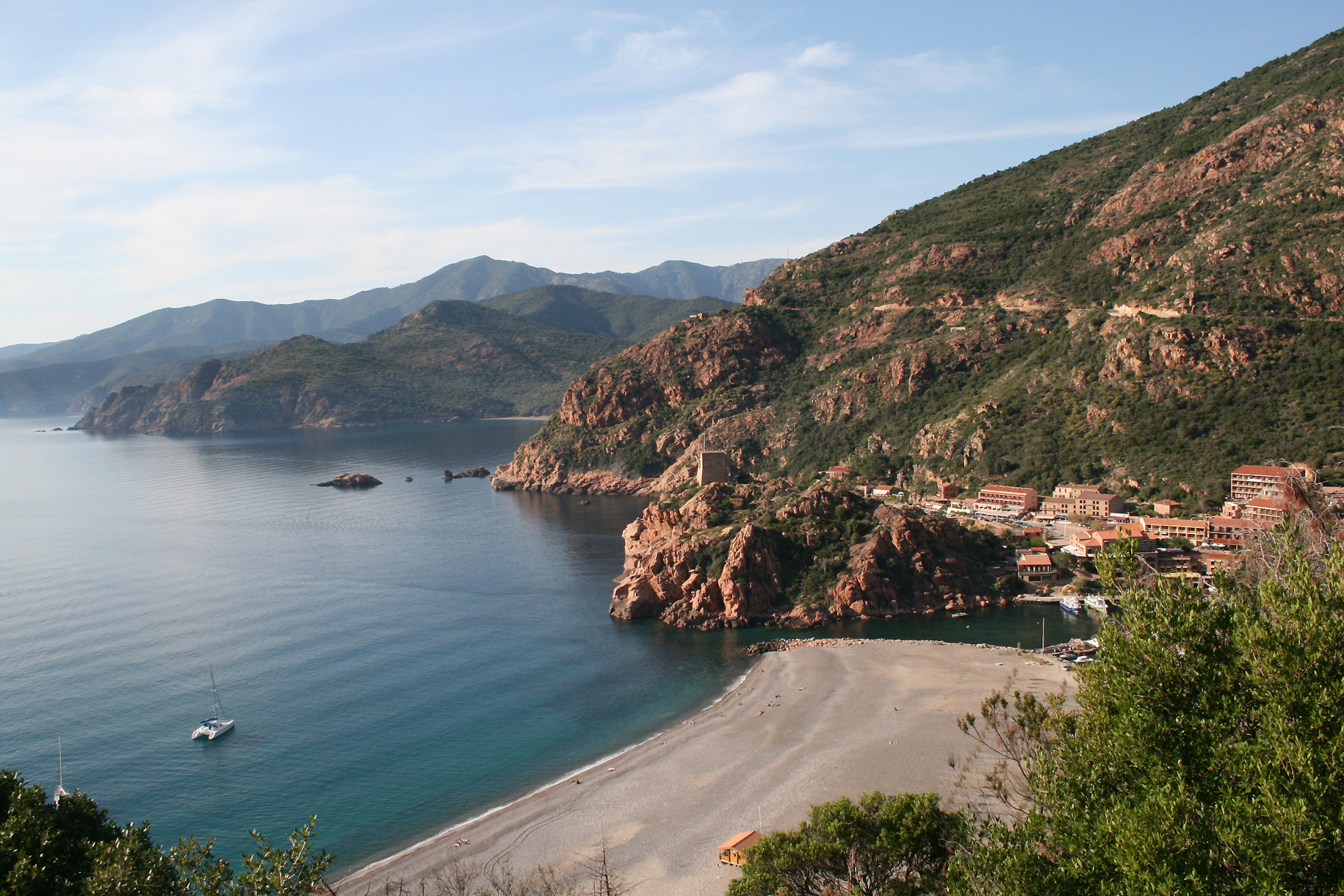
Vịnh Porto, Corse

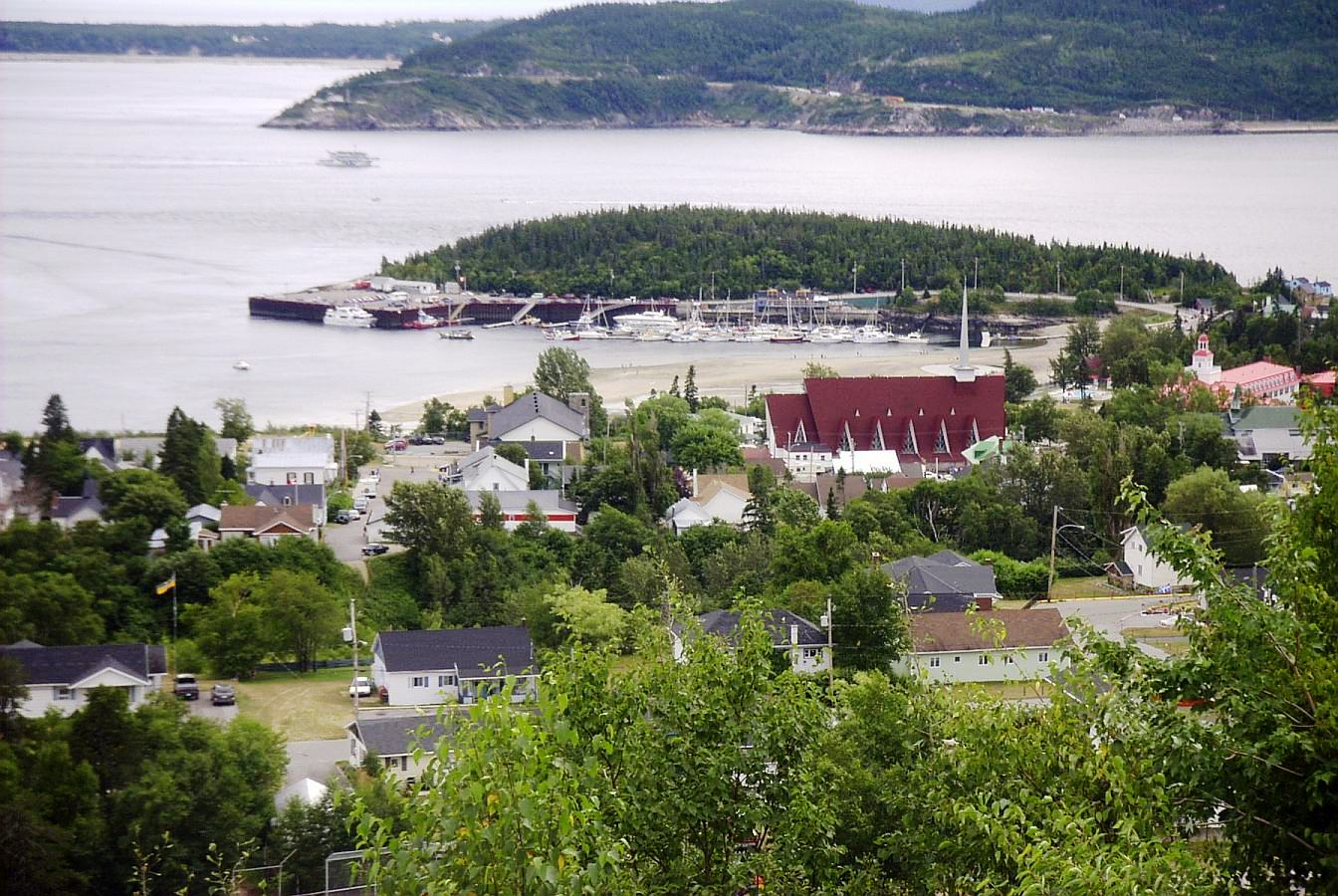
Vịnh Tadoussac

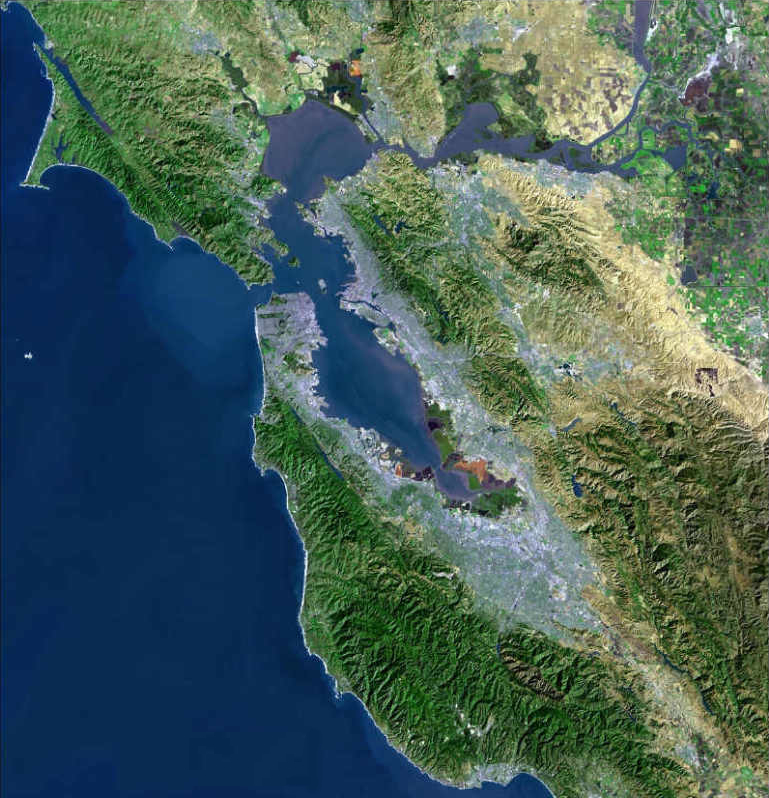
Vịnh San Francisco

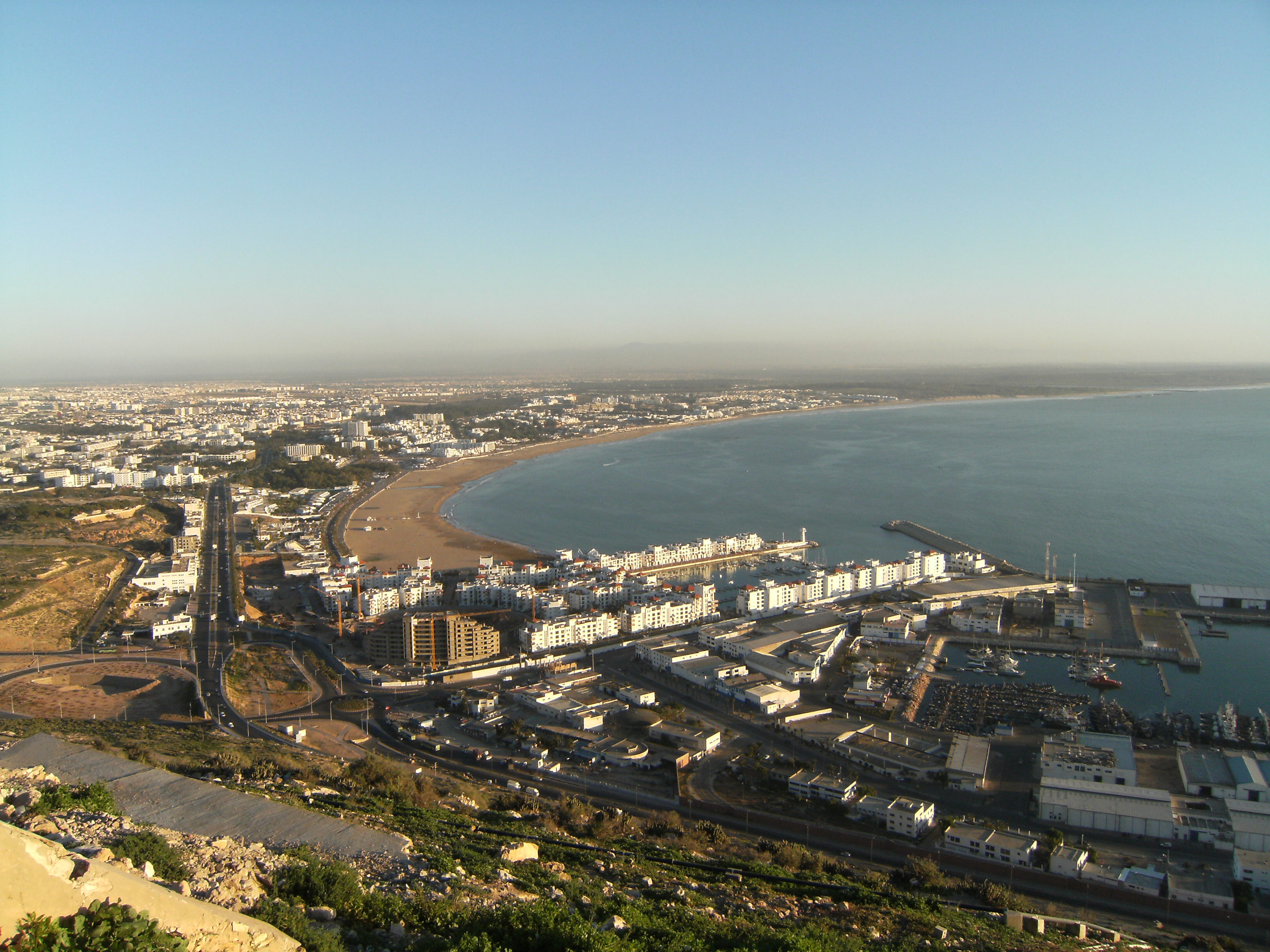
Vịnh Agadir

### Châu Á

#### Ấn Độ
- Vịnh Kerala, Cochin

#### Hàn Quốc
- Vịnh Yeosu, Jeolla Nam

#### Philippines
- Vịnh Puerto Galera, Oriental Mindoro

#### Thổ Nhĩ Kỳ
- Vịnh Bodrum

#### Trung Quốc
- Vịnh Thanh Đảo, Sơn Đông

#### Việt Nam
- Vịnh Hạ Long, Quảng Ninh
- Vịnh Nha Trang, Khánh Hòa
- Vịnh Lăng Cô, Huế
- Vịnh Lan Hạ, Hải Phòng

### Châu Âu

#### Ireland
- Vịnh Bantry

#### Bồ Đào Nha
- Vịnh Setúbal, Setúbal
- Vịnh Horta, Açores

#### Croatia
- Vịnh Dugi Otok

#### Hy Lạp
- Vịnh Grikos, Patmos

#### Montenegro
- Vịnh Kotor

#### Pháp
- Vịnh La Ciotat, Bouches-du-Rhône
- Vịnh Pouliguen
- Vịnh Somme
- Vịnh Mont-Saint-Michel
- Vịnh Morbihan-Quiberon
- Vịnh Porto-Girolata, Corse

#### Tây Ban Nha
- Vịnh Santander, Cantabria
- Vịnh Roses, Catalonia

### Châu Mỹ

#### Argentina
- Bán đảo Valdés

#### Brasil
- Vịnh Praia da Rosa

#### Canada
- Vịnh Chaleur
- Vịnh Tadoussac

#### Colombia
- Vịnh Cartagena de Indias

#### Cộng hòa Dominica
- Vịnh Samaná-Rincon, Samaná

#### Guadeloupe
- Vịnh Quần đảo Saintes

#### Hoa Kỳ
- Vịnh San Francisco

#### Martinique
- Vịnh Fort-de-France

#### Mexico
- Vịnh Banderas, Bahía de Banderas

### Châu Phi

#### Cabo Verde
- Vịnh Mindelo

#### Madagascar
- Vịnh Diego Suarez

#### Maroc
- Vịnh Agadir-Taghazout

#### Mozambique
- Vịnh Pemba

#### Senegal
- Vịnh Sine-Saloum

## Cựu thành viên
Trước kia từng là thành viên, nhưng nay không còn xuất hiện trong danh sách các câu lạc bộ thành viên: 
- Vịnh Georgia, Vancouver, Canada
- Vịnh Antalya, Kemer, Thổ Nhĩ Kỳ
- Vịnh Saldanha, Nam Phi
- Phá Venezia, Venezia, Ý
- Vịnh Taytay, Palawan, Philippines
- Vịnh Inverness, Scotland
- Vịnh Oro, Pines, New Caledonia
- Vịnh Paria, Irapa, Venezuela
- Vịnh Phần Lan, St Petersburg, Nga
- Vịnh Corcovado, Puerto Montt, Chile
- Cape Cod, Hyannis, Hoa Kỳ
- Santorini, Hy Lạp